# 暴力の独占
暴力の独占（ぼうりょくのどくせん、ドイツ語: Gewaltmonopol des Staates、英語: monopoly on violence）は、マックス・ヴェーバーが自著『職業としての政治』（1919年に行った講演をまとめたもの）において唱えた主権国家の定義であり、20世紀における法哲学（法学）や政治哲学（政治学）において優勢となった。
一定の領域において単独の主体（国家）が暴力に関する権威・権限を行使する状態を定義したものであり、領域もまたヴェーバーによって国家の特性として定義された。重要なのは、このような独占が正統（legitimation、正統性（legitimacy）を提供すること）のプロセスを介して生じなければならないことである。これは、国家が暴力を使用することを正当化（正統化）するものと批判されることもある。

## マックス・ヴェーバーの理論
マックス・ヴェーバーは『職業としての政治』において、ある主体が国家であるために必須の条件は、このような独占を保持することであると述べた。
ヴェーバーによれば、国家とは、いかなる形態・方法であれ暴力を使用することについての正統性の根拠である。警察や軍隊は、その主な道具・装置であるが、だからといって必ずしも公的な有形力のみが使用を許されることを意味しない。なぜなら、国家から派生した正統性を有する（正当防衛や緊急避難などの正当行為など）限り、私的な有形力の行使も許される（例えば民間のボディーガードや警備員などについて定めた警備業法など）からである。
ヴェーバーは、この基本的な原則に、いくつかの注意事項を適用した。
- ヴェーバーは、自らの言説を（主張でなく）観察であると意図し、国家と暴力の使用との関係が常に密接だった訳でもないとも述べた。
- 実際、暴力の使用（の要請）は、国家によって委任されるか許可されている。ヴェーバーの理論は、政府のみが暴力を使用するとの意味に解されず、それゆえ、例えば自身や財産を防衛するための暴力の使用を法が許すこともあるが、このようなケースにおいて有形力を行使する資格は、国家によって、そして国家のみによって付与されて来た。

法規制に従わない民兵などの強引な暴力の使用をコントロールすることに失敗する国家は、もはや本質的に機能的な国家でないというのが上述の1つの含意である。